# Quickborn-Bücher
Die Quickborn-Bücher sind eine von der 1904 gegründeten Sprachgesellschaft Quickborn. Vereinigung für Niederdeutsche Sprache und Literatur e.V. in Hamburg herausgegebene niederdeutsche Buchreihe, deren Ziel die Förderung und Pflege der niederdeutschen Sprache ist. Die Reihe erscheint seit 1913 bis in die neuere Zeit, in etwa jährlich in einem Band. Die meisten Bände der Reihe erschienen im Quickborn-Verlag in Hamburg, dessen früherer Eigentümer bzw. Geschäftsführer der Hamburger Kaufmann und Schriftsteller Paul Wriede (1870–1926) war. Bis heute sind insgesamt über hundert Bände erschienen.

## Übersicht
- Bd. 1: Johann Hinrich Fehrs: Holstenart. - Hamburg : Quickborn-Verl., 1913
- Bd. 2: Von alten hamburgischen Speichern und ihren Leuten / hrsg. von Johs. E. Rabe. Hamburg : Janssen, 1913.
- Bd. 3: Friedrich Wilhelm Lyra: Schnack und Schnurren. - Hamburg : Quickborn-Verl., 1913
- Bd. 4: Theodor Dirks: Van Jadestrand und Werserkant. - Hamburg : Quickborn-Verl., 1913
- Bd. 5: Gorch Fock: Cili Cohrs / Hinrich Wriede: Leege Lüd. - Hamburg : Quickborn-Verl., 1914
- Bd. 6: Klaus Groth: Briefe über Hochdeutsch und Plattdeutsch. - Hamburg : Janssen, 1914
- Bd. 7: Plattdeutsche Straßennamen in Hamburg. . Hamburg : Janssen, 1915.
- Bd. 8: Johannes E. Rabe: Sönd ji all dor?. - Hamburg : Quickborn-Verl., 1915
- Bd. 9: Gustav Goedel: Klar Deck überall! Deutsch-Seemännisches. - Hamburg : Quickborn-Verl., 1916.
- Bd. 10: Johannes E. Rabe: Vivat Putschenelle! - Hamburg : Quickborn-Verl., 1916
- Bd. 11/12: Georg Droste: Slusohr. - Hamburg : Quickborn-Verl., 1916
- Bd. 13: Hinrich Wriede: Leege Lüd. - Hamburg : Quickborn-Verl., 1916
- Bd. 14: Gorch Fock: Plattdütsche Jungs in `n Krieg. - Hamburg : Quickborn-Verl., 1917
- Bd. 15: Rudolf Kinau: Steernkiekers. - Hamburg : Quickborn-Verl., 1917[4]
- Bd. 16: Gustav Stille: Osterworth. - Hamburg : Quickborn-Verl., 1917
- Bd. 17: Felix Stillfried: Fritz Stoppsack un anner Geschichten. - Hamburg : Quickborn-Verl., 1918
- Bd. 18/19: Wilhelm Zierow: Minschen un Vöss. - Hamburg : Quickborn-Verl., 1918
- Bd. 20: Otto Garber: Stina Dreews. - Hamburg : Quickborn-Verl., 1918
- Bd. 21: Oscar Ortlepp: De wunnerbare Regenschörm. - Hamburg : Quickborn-Verl., 1919
- Bd. 22/23: Anna Schütze: Mamsell. - Hamburg : Quickborn-Verl., 1919
- Bd. 24: Paul Wriede: Plattdeutsche Kinder- und Volksreime. - Hamburg : Quickborn-Verl., 1919
- Bd. 25: Hermann Boßdorf: Dat Schattenspel. - 1.–4. Tsd.. - Hamburg : Quickborn-Verl., 1919
- Bd. 26: August Heinrich Grimm: De Füerböter. - Hamburg : Quickborn-Verl., 1920
- Bd. 27: Johannes E. Rabe: Kasper to Hus. - Hamburg : Quickborn-Verl., 1921
- Bd. 28: Hinrich Wriede: Lüd van`n Neß. - Hamburg : Quickborn-Verl., 1921
- Bd. 29: Dat Wihnachsbook. - Hamburg : Quickborn-Verl., 1923
- Bd. 30: Paul Wriede: Hamburger Volkshumor in Redensarten und Döntjes. - Hamburg : Quickborn-Verl., 1924
- Bd. 31: Gustav Friedrich Meyer: Mannshand baben. - Hamburg : Quickborn-Verl., 1925
- Bd. 32: Wilhelm Wisser: Das Märchen im Volksmund. - Hamburg : Quickborn-Verl., 1925
- Bd. 33: Hermann Claudius: - Hamborg : Quickborn-Verl., 1926.
- Bd. 34: Augustin Wibbelt: Ut`n Münsterlanne : Pröwkes ut de plattdütsken Böker. - Hamburg : Quickborn-Verlag, [1926].
- Bd. 35: Hans Ehrke: Füer! - Hamburg : Quickborn-Verl., 1927
- Bd. 36: Richard Wossidlo: Erntebräuche in Mecklenburg. Hamburg : Quickborn-Verl., 1927.
- Bd. 37: Hamburger Erzähler. - Hamburg : Quickborn-Verl., 1927
- Bd. 38: Klaus Groth: De Heisterkrog. - Hamburg : Quickborn-Verl., 1928
- Bd. 39: Alma Rogge: Sine. - Hamburg : Quickborn-Verl., 1929
- Bd. 40: Fritz Specht: Niederdeutsche Scherze. - Hamburg : Quickborn-Verl., 1929
- Bd. 41: Ludwig Jürgens: Oodje Keunig un annere Geschichten von de Woterkant. - Hamburg : Quickborn-Verl., 1930
- Bd. 42: Ludwig Karnatz: Ut min Grapens un Schapens. - Hamburg : Quickborn-Verl., 1930
- Bd. 43/44: August Hinrichs: Swienskomödi. - Hamburg : Quickborn-Verl., 1932
- Bd. 45: Friedrich Lindemann: De Nobiskroog. - Hamburg : Quickborn-Verl., 1931
- Bd. 46/47: Rudolf Möller: Plattdeutsche Volkslieder. - Hamburg : Quickborn-Verl., 1933
- Bd. 48: Hertha Borchert: Sünnroos un anner Veerlanner Geschichten. - Hamburg : Quickborn-Verl., 1934
- Bd. 49: Rudolf Kinau: Lootsenleben. - Hamburg : Quickborn-Verl., 1934
- Bd. 50: Hans Ehrke: Batalljon Achteihn. - Hamburg : Quickborn-Verl., 1936
- Bd. 51: Fritz Specht: Plattdütsch Land un Waterkant. - Hamburg : Quickborn-Verl., 1937
- Bd. 52: Hermann Boßdorf: Hamborg de Baas!. - Hamburg : Quickborn-Verl., 1938
- Bd. 53: Emil Hecker: Störm öwer`t Watt un anner Geschichten. - Hamburg : Quickborn-Verl., 1939
- Bd. 54: Wilhelm Plog: Tiergeschichten. - Hamburg : Quickborn-Verl., [1939].
- Bd. 55: Albert Mähl: Hart vull Drift. - Hamburg : Quickborn-Verl., 1940
- Bd. 56: Ludwig Hinrichsen: De Füürproov un anner Vertelln. - Hamburg : Quickborn-Verl., 1942
- Bd. 57: Paul Schurek: As ik anfäng. - Hamburg : Quickborn-Verl., 1953
- Bd. 58: Fritz Specht: Niederdeutsche Scherze.. - Hamburg : Quickborn-Verl., 1954
- Bd. 59: Rudolf Kinau: Mit eegen Oogen : Biller ut mien Leben - Hamburg : Quickborn-Verl., 1957.
- Bd. 60: Paul Selk: Schwänke aus Schleswig-Holstein. - Hamburg : Quickborn-Verl., 1961
- Bd. 61: Otto Tenne: Vun Dörto Dör. - Hamburg : Quickborn-Verl., 1964
- Bd. 62: Bruno Peyn: Richard-Ohnsorg-Theater - Hamburg : Quickborn-Verl., 1965.
- Bd. 63: Paul Wriede: Hamburger Volkshumor in Redensarten und Döntjes. - [Durchges. Neuaufl.]. - Hamburg : Quickborn-Verl., 1966
- Bd. 64: Otto Tenne: Dat witte Klavier. - Hamburg : Quickborn-Verl., 1967
- Bd. 65: Dar is keen Antwoort. Texte junger Autoren in niederdt. Mundart. - Neumünster : Wachholtz, 1970
- Bd. 66: Hinrich Kruse: Nicks für ungot! sö de anner. - Hamburg : Quickborn-Verl., 1971
- Bd. 67: Otto Tenne: Wat ick noch segg`n wull. - Hamburg : Quickborn-Verl., 1972
- Bd. 68: Fritz Specht: Fritz Specht vertellt. - Hamburg : Quickborn-Verl., 1973
- Bd. 69: Emil Hecker: Mit öltüg un Südwester. - Hamburg : Quickborn-Verl., 1974
- Bd. 70/71: Schanne wert - Schanne wert. [plattdeutsche Kommentare bei Radio Bremen] - Leer : Rautenberg, 1976
- Bd. 72: Walter Vobehr: Bunte Blöder. - Hamburg : Quickborn-Verl., 1976
- Bd. 73: Harald Karolczak: Sepenblosen. - Hamburg : Quickborn-Verl., 1978
- Bd. 74: Hermann Claudius: Hamborger Kinnerbok. - Husum : Husum-Druck- und Verl.-Ges., 1979
- Bd. 75: Niederdeutsche Tage in Hamburg 1979. Hrsg. v. Friedrich W. Michelsen - Hamburg : Quickborn-Verl., 1979
- Bd. 76: Helmut Glagla: Der Teufelsbändner Theophilus. - Hamburg : M + K Hansa Verl., 1981
- Bd. 77: Gorch Fock. Werk und Wirkung. Hrsg. von Friedrich W. Michelsen - Hamburg : Buske, 1984
- Bd. 78: Gerd Spiekermann: Mien halve Fro. - Göttingen : Davids-Drucke, 1983
- Bd. 79: Johann Heinrich Voß: Twee Veerlander Idyllen. - Göttingen, 1982
- Bd. 80/81: Dat en Spoor blifft. Ulf Bichel zum 60. Geburtstag. - Göttingen, 1985
- Bd. 82: Elke Paulussen: Vondoog. - Hamburg : Buske, 1987
- Bd. 83/84: Helmut Debus: Mien plattdüütsch Singbook. - Wilhelmshaven : Noetzel, 1989
- Bd. 85: Hans-Hermann Briese: Wor to Huus. - Norden : Soltau, 1990
- Bd. 86/87: Kay Dohnke, Norbert Hopster und Jan Wirrer (Hrsg.): Niederdeutsch im Nationalsozialismus : Studien zur regionalen Kultur im Faschismus. Hildesheim [u. a.] : Olms, 1994
- Bd. 88: Waltrud Bruhn: Gras - Adern - Fragmente. - Hamburg : Quickborn-Verl., 1997
- Bd. 89: Hertha Borchert: Wullhandkrabben un anner Geschichten. - Neumünster : Wachholtz, 1998
- Bd. 90: Anja Meyfarth: Bittersööt. - Hamburg : Quickborn-Verl., 1999
- Bd. 91: Johann D. Bellmann: Jan un Lene.. - Rostock : Hinstorff, 2000
- Bd. 92: Anne Eck steiht mien Leevsten up Herrn Pastor sien Kauh. 13 neue plattdeutsche Lieder von der Bevensen Dagfahrt 2000. Bad Bevensen : Bevensen-Tagung, 2002. 1 CD mit Beih.
- Bd. 93/94: Dat `s ditmal allens, wat ik weten do, op 'n anner Mal mehr.... 100 Jahre Quickborn. - Hamburg : Quickborn-Verl., 2004
- Bd. 95: Swartsuer. Ton Gräsen, Gruveln, Grienen / rutgeven von Bolko Bullerdiek un Dirk Römmer - Rostock : Hinstorff, 2002
- Bd. 96: Bertolt Brecht; Karl-Heinz Groth [Übers.]: Wenn de Haifisch Minschen weern ; Geschichten vun den Herrn Keuner. - Neumünster : Wachholtz, 2004.
- Bd. 97/98: Ehren "Namen hefft" se "van dem schonen Springe, de to Suden daran Dach un Nacht lopt, wo hart it frust...". 100 Jahre Zeitschrift "Quickborn" ; Festschrift / hrsg. von Wolfgang Müns. - Hamburg : Selbstverl. der Vereinigung "Quickborn", 2007
- Bd. 99: Johann D. Bellmann: Windsinfonie. - Krummbek : Plaggenhauer, 2008
- Bd. 100/101: Man mag sik kehrn un kanten, as man will, noch jümmer is der'n Eck, wo man ni wen is : 100. Jahrgang der Zeitschrift "Quickborn" ; Festschrift im Auftr. des Vorstandes des "Quickborn, Vereinigung für Niederdeutsche Sprache und Literatur e.V.", Hamburg, hrsg. von Wolfgang Müns, Hamburg, Vereinigung "Quickborn, 2010
- Bd. 102: Georg Bühren: Unnerweggens. - Hamburg : Quickborn, 2012
- Bd. 103/104: Wolfgang Siegmund/Gerd Richardt, John Brinckmann: Die Bildbiografie Rostock: Hinstorff, 2014
- Bd. 105/106: Bolko Bullerdiek, Ingrid Straumer: Plattdütsch Land, 100 Johr in Geschichten un Gedichten Hamburg: Quickborn Verlag, 2015
- Bd. 107: Jürgen Kropp: Ut de Kehr Hamburg: Quickborn Verlag, 2017
- Bd. 108: Bolko Bullerdiek: Bullerdiek sien Buddelbreven Hamburg: Quickborn Verlag, 2018
- Bd. 109: Gesine Wanke: Mammut Hansen leevt nich in’n Zoo, Plattdüütsch vun Ingrid Straumer mit Biller vun Heidrun Schlieker Hamburg: Quickborn-Verlag 2019
- Bd. 110: Luuster mol torüch CD, Hamburg: Quickborn Verlag, 2020
- Bd. 111: Bolko Bullerdiek, Meinhard Raschke: Allerhand Slag Lüüd Hamburg: Quickborn Verlag, 2022
- Bd. 112/113: Sonja Dohrmann / Heiko Thomsen (Hg.), Schrievkraam, Bolko Bullerdiek sien Gedichten un Geschichten un wat de Lüüd dorto seggt un schrievt, Leben – Werk – Wirkung Hamburg: Quickborn Verlag, 2024